# Рафсон, Джозеф
Джо́зеф Ра́фсон (англ. Joseph Raphson, около 1648 — около 1715) — английский математик, Член Лондонского Королевского общества (с 1689 года). Известен в основном тем, что придал методу Ньютона для решения уравнений современный формат, из-за чего этот алгоритм часто называется «метод Ньютона–Рафсона».

## Биография и научная деятельность
Подробности жизни Рафсона неизвестны, историки не смогли даже выяснить точные даты рождения и смерти учёного. Рафсон учился в Колледже Иисуса (Кембриджский университет), который закончил в 1692 году в почтенном возрасте 44 лет, получив степень бакалавра (Master of Arts).
Наиболее заметной работой Рафсона является «Универсальный анализ уравнений» (лат. Analysis Aequationum Universalis), опубликованный в 1690 году (переиздан в 1702). Он содержит общий итерационный алгоритм решения алгебраических уравнений, получивший название «метод Ньютона–Рафсона». Ньютон разработал похожий метод ещё в 1671 году, но эта работа распространялась только в рукописи и не была опубликована до 1711 года. В 1676 году Ньютон изложил данный метод в письме Лейбницу, а в 1685 году метод был опубликован в «Алгебре» Валлиса. В модификации Рафсона алгоритм проще и практичнее, чем ньютоновский, и поэтому в современных учебниках излагается именно он. Эдмунд Галлей рекомендовал Рафсона в Лондонское королевское общество (принят 30 ноября 1689 года) за этот (тогда ещё не опубликованный) труд.
Среди других заслуг Рафсона — перевод «Универсальной арифметики Ньютона с латинского на английский (1720 год). В ходе приоритетного конфликта Ньютона с Лейбницем Рафсон показал себя как убеждённый сторонник Ньютона и издал обоснование своей позиции в трактате «Historia fluxionum» (издана посмертно, 1715). Он, наряду с Котсом, участвовал в подготовке публикации трудов Ньютона.
В области философии Рафсон придумал термин пантеизм, впервые употребив его в своей работе «De Spatio Reali» (1697 год). Рафсон полагал, что законы Вселенной во всей полноте недоступны человеческому пониманию.